# Lecania inca
Lecania inca là một loài ruồi trong họ Asilidae. Lecania inca được Martin miêu tả năm 1975.